# SuperGulp (rivista)
SuperGulp! è stata una rivista settimanale antologica di fumetti pubblicata in Italia negli anno settanta dalla casa editrice Arnoldo Mondadori, nata sul successo dell'omonima trasmissione televisiva.

## Storia editoriale
Il primo numero, apparso in edicola il 14 maggio 1978 come numero speciale fuori commercio, era allegato ad altre testate della casa editrice per lanciare la nuova pubblicazione, mentre i numeri successivi vennero venduti al prezzo di 350 lire.
Nella rivista, oltre al Nick Carter di Bonvi e Guido De Maria (conduttore del Supergulp televisivo) e ai due eroi Marvel l'Uomo Ragno e i Fantastici Quattro (con storie prodotte in Italia), erano presenti i fumetti di Doc Justice di Jean Ollivier e Raphael Marcello,  Mortadello e Filemone di Francisco Ibáñez, Ralph Kendall di Arturo Del Castillo, Ernie Pike di Héctor Oesterheld e Hugo Pratt, Parallelo 5 di Attilio Micheluzzi, Allan Quatermain di Alfredo Castelli e Fabrizio Busticchi, Steve Vandam di Giancarlo Alessandrini, oltre a varie rubriche di sport e attualità e ai programmi televisivi della settimana.
La serie durò complessivamente 34 numeri. 
Col numero 25 la rivista subì alcuni cambiamenti: il formato passò da cm. 20,5 × 26 a cm. 16,5 × 23,5, e fu inserita una nuova serie western: Old Story di Paolo Ongaro. 
Dal numero 26 fino al numero 30 con la rivista vennero allegati in omaggio gli scudetti (tre per numero) delle squadre di calcio del periodo.